# Quận Mora, New Mexico
Quận Mora là một quận thuộc tiểu bang New Mexico, Hoa Kỳ. Quận này có diện tích km², dân số theo điều tra năm  2000 của Cục điều tra dân số Hoa Kỳ là 5180 người 2. Quận lỵ đóng tại thành phố Mora6.

## Địa lý
Theo Cục điều tra dân số Hoa Kỳ, quận có diện tích 5002 km2, trong đó có 6 km2 là diện tích mặt nước. Đỉnh cao nhất là đỉnh Truchas cao 13.102'.

### Quận giáp ranh
- Quận Colfax, New Mexico - bắc
- Quận Harding, New Mexico - đông
- Quận San Miguel, New Mexico - nam
- Quận Santa Fe, New Mexico - tây
- Quận Rio Arriba, New Mexico - tây
- Quận Taos, New Mexico - tây bắc